# Actacarus pygmaeus
Actacarus pygmaeus är en kvalsterart. Actacarus pygmaeus ingår i släktet Actacarus och familjen Halacaridae. Inga underarter finns listade i Catalogue of Life.